# 栖凤渡站
栖凤渡站是一个京广线上的铁路车站，位于湖南省郴州市苏仙区栖凤渡镇，目前为四等站，邮政编码为423017。车站目前不办理客运业务，货运仅办理散堆装货物发送、到达。
车站始建于1936年，1987年底在京广铁路衡广复线建设中车站股道扩建至6条，同时新建面积577平方米的站房，1987年12月29日开通。此外站内设有一条通往百江燃气的专用线。